# Fissidens blechnoides
Fissidens blechnoides là một loài Rêu trong họ Fissidentaceae. Loài này được Beever mô tả khoa học đầu tiên năm 1996.